# Bodewes Binnenvaart
Bodewes Binnenvaart B.V. ist eine seit 1896 existierende niederländische Bau- und Reparaturwerft für Binnenschiffe in Millingen am Rhein, die zu der Damen Shipyards Group in Gorinchem gehört.

## Werksgelände und Ausstattung
Auf dem 5,75 Hektar großen Werksgelände befindet sich neben einer 160 m langen Helling mit 24 Hellingswagen, die je Wagen mit 100 t belastet werden kann, ein 150 m langes Reparatur- und Fertigungskai. An der Helling stehen ein 80 t-Portalkran sowie ein 12 t-Turmdrehkran. Am Reparaturkai steht zusätzlich ein 8 t-Turmdrehkran zur Verfügung. In den insgesamt 6900 m² großen Fertigungshallen stehen nochmals 10 Kräne mit unterschiedlichen Tragfähigkeiten.

## Produktion
Neben diversen Reparatur- und Wartungsarbeiten werden jährlich fünf bis sieben Schiffsneubauten ausgeführt.
Bodewes fertigt heute ausschließlich Frachtschiffe und Tankschiffe in standardisierten Größen. Die Schiffsrümpfe werden unter der Kontrolle von firmenangehörigen Inspektoren in anderen Werften hergestellt und anschließend zur Endfertigung nach Millingen verbracht. In den 1970er-Jahren wurden in der Werft auch noch Passagierschiffe gebaut, wie beispielsweise die beiden heute noch verkehrenden Kabinenschiffe Bellriva und My Story die beide vorher unter den Namen Italia und Austria bei der Köln-Düsseldorfer im Einsatz waren. Im 2003 lief bei Bodewes das größte auf dem Rhein verkehrende Tankschiff – die unter niederländischer Flagge fahrende Vlissingen vom Stapel.